# Salvador Contreras
Pour les articles homonymes, voir Contreras.
Salvador Contreras Sánchez (Cuerámaro (Guanajuato), 10 novembre 1910 – Mexico, 7 novembre 1982), est un compositeur mexicain, membre et fondateur du groupe de musique Grupo de los Cuatro.
Sa vie peut se résumer à son absolu dévotion à la musique. La musique est sa vocation, éveillée depuis son enfance est maintenue tout au long de son existence. Il est un disciple de Silvestre Revueltas, Carlos Chávez et Candelario Huízar, pendant ses études au Conservatoire. Il a assimilé le sentiment nationaliste et le folklore de son pays en fondant le « Grupo de los Cuatro » conjointement avec Blas Galindo, José Pablo Moncayo et Daniel Ayala Pérez. « Grupo de los Cuatro » représente la tendance nationaliste dans la musique mexicaine, dont l'apogée se situe entre 1930 et 1960.

## Biographie
Compositeur, violoniste et chef d'orchestre, Salvador Contreras Sánchez est né à Cuerámaro, Guanajuato, le 10 novembre 1910.
Il est le fils de José Contreras et Nemoria Sánchez. A un âge précoce, son père l'encourage à étudier la musique. En 1916, la famille Contreras s'installe à Mexico, où Salvador prend ses premières classes de violon avec son oncle, Francisco Contreras. Grâce à celui-ci, il est accepté au Conservatoire en 1926, mais à cause des problèmes financiers que la famille traverse par la suite, il doit arrêter ses études pour travailler comme violoniste itinérant.
En 1931, il est en mesure de reprendre ses études au Conservatoire national et suit les classes de composition avec Carlos Chávez, la théorie avec Candelario Huízar, et la musique de chambre et direction d'orchestre avec Silvestre Revueltas. En 1932, Contreras fait partie de l'Orchestre du Conservatoire, alors dirigé par le maestro Revueltas. Il intègre également le Quatuor à cordes de l'institution. En 1933, il est nommé professeur de violon des "los centros populares para obreros" (centres populaires pour ouvriers). L'année suivante, il est nommé second violon au sein de l'Orchestre symphonique du Mexique. En 1935, avec les jeunes compositeurs Blas Galindo, Daniel Ayala, Pablo Moncayo ils fondent le « Grupo de Jóvenes Compositores », dans le but de jouer de la musique d'auteurs mexicains combinée à des techniques modernes et la stylistique mexicaine. Le groupe devint plus tard le « Grupo de los Cuatro » ; ce groupe se consacrait à la programmation de nouvelles musiques, y compris de leurs propres compositions. Enfin, en 1940, il est désigné directeur de l'Orchestre de l'Ecole Supérieure de Musique. En 1941, sa Pièce pour Quatuor à Cordes (1936) est présentée au 18e Festival de Musique Contemporaine lors d'un concert de chambre au Museum of Modern Art de New York. Après plus d'une décennie en tant que violoniste dans des orchestres locaux, Contreras rejoint l'Orchestre National du Mexique en 1946. En 1955, il quitte son poste pour devenir le chef d'orchestre de l'Opéra soutenu par l'Instituto Nacional de Bellas Artes. Il restera à ce poste jusqu'en 1958, où il est nommé professeur de violon au Conservatoire, jusqu'à sa retraite en 1967.
En tant que compositeur, Contreras connaît un succès linéaire, surtout à partir de 1947, lorsqu'il remporte le prix de l'Orchestre symphonique du Mexique, avec sa Suite pour orchestre symphonique, et ce jusqu'en 1967 quand il gagne la première fois le concours de la SEP pour la célébration du bicentenaire de la République avec sa Cantate à Juárez (création 15 juillet 1967). Son œuvre est complète, solide, intime et émotive. De sa première œuvre – Sonate pour violon et violoncelle (1933) – jusqu'à la dernière – Symboles (1979) – on remarque l'intéressant parcourt stylistique de Contreras, qui va de l'impressionnisme, en passant par le nationalisme pour terminer avec le dodécaphonisme ; mais s'il révèle une évolution comme compositeur, il est arrivé à un langage propre à sa maturité, comme l'expriment des œuvres comme Danza negra, Siete preludios para piano et Homenaje a Carlos Chávez, entre autres. À partir de 1966, Contreras, pour explorer de nouvelles techniques, s'est un peu éloigné des couleurs locales qui avaient défini son style jusqu'alors.
Sa production orchestrale, selon le critère d'Aurelio Tello, biographe de Contreras : « Depuis sa "Música para Orquesta Sinfónica" (1940), jusqu'à "Símbolos", ce n'est pas seulement un véritable parcours de toutes les possibilités, mais là se trouve le meilleur de l'œuvre de Contreras comme compositeur et où se trouvent des expressions musicales des plus notables de notre pays en ce qui concerne la musique symphonique ».
Sa œuvre approche les cents titres, mais comme beaucoup d'autres compositeurs mexicains, il faudra que le temps et l'histoire passent pour que sa musique soit véritablement reconnue et estimée. En 1978, onze ans après que Contreras ait pris sa retraite de l'enseignement, Zen-on Music, une maison d'édition japonaise, publie son Tres movimientos para guitarra (1963). C'est la première fois qu'une de ses œuvres est publiée.
Le maestro Salvador Contreras, meurt le 7 novembre 1982 à Mexico.

## Œuvre
Bien que l'on retrouve beaucoup d'œuvres de musique de chambre et pour instruments solistes, principalement pour le piano et la guitare, le compositeur a surtout écrit de la musique instrumentale. Son œuvre révèle une forte influence du neo-clasicisme stravinskien et des sonorités de Silvestre Revueltas, ainsi que certains traits impressionnistes. Des œuvres comme Los Corridos pour chœur et orchestre, la Danza Negra pour orchestre et Symboles, ont placé le nom de Contreras comme l'un des créateurs musicaux les plus illustres du XXe siècle mexicain.
Parmi ses œuvres les plus connues :
- 1933: Sonata para violín y violoncello (Sonate pour violon et violoncelle)
- 1936: Cuarteto de cuerdas No. 2 (Quatuor de cordes n° 2)
- 1959: Quatre canciones
- 1962: Cuarteto No. 3 (Quatuor à cordes n° 3)
- 1963: Tres movimientos para guitarra (Trois mouvements pour guitare)
- 1966: Dos piezas dodecafónicas (Deux pièces dodécaphoniques)
- 1971: Siete preludios para piano (Sept préludes pour piano)